# 東京都済生会向島病院
東京都済生会向島病院（とうきょうとさいせいかいむこうじまびょういん）は、東京都墨田区にある医療機関。社会福祉法人恩賜財団済生会支部東京都済生会が運営する病院である。

## 診療科
- 内科
- 脳神経内科
- 呼吸器内科
- 消化器内科
- 循環器内科
- 糖尿病内科
- 腫瘍内科
- リウマチ科
- 腎臓内科
- 外科
- 整形外科
- 皮膚科
- 泌尿器科
- 眼科
- リハビリテーション科
- 放射線科
- 臨床検査科

## 医療機関の指定等
- 保険医療機関
- 救急告示医療機関
- 休日・全夜間診療事業実施医療機関（内科系、外科系）
- 労災保険指定医療機関
- 身体障害者福祉法指定医の配置されている医療機関
- 生活保護法指定医療機関
- 結核指定医療機関
- 原子爆弾被害者一般疾病医療取扱医療機関
- 公害医療機関
- 特定疾患治療研究事業委託医療機関
- 無料低額診療事業実施医療機関

## 交通アクセス
- 京成押上線：京成曳舟駅下車、徒歩7分
- 東武鉄道（伊勢崎線・亀戸線）：曳舟駅下車、徒歩9分
- 都営バス錦40系統、里22系統、または草39系統で「東向島広小路」下車、徒歩5分